# 山本卓
山本 卓（やまもと すぐる、1985年1月13日 - ）は、日本の俳優。
大阪府高槻市出身。大阪府立島上高等学校卒業。株式会社舞夢プロ所属。そして自らの主宰する劇団ブラックロックに所属し、舞台を中心に多方面で活躍。TV局のディレクターを経て、WEBサイトの編集者として活躍中。多方面でイベンターとしても活動中。

## 人物・来歴
- 2000年、CM等に出演しデビュー。
- 2003年、劇作家菱田信也の元で舞台を踏む。その後、俳優榎木孝明との出会いをきっかけに上京。上京後、テレビや舞台で活躍。
- 日馬伸KRC（クサマライディングクラブ）と出会う。乗馬修行をする。その後、ブラックロックを立ち上げる。作・演出を手がける。
- 極度の人見知りを治すために演劇をやり始めた。
- ボーイスカウトで富士賞までいったスカウト。
- ハンバーグが大好物。
- 高校時代「たこやき」というアコースティックデュオを組んでいた。
- 表舞台を去り、某情報番組のディレクターとして活躍
- 現在、WEBサイト【佐賀のお山の100の仕事】でライター・編集者として活動

## 出演

### テレビドラマ
- 「体育祭の奇跡」（2001年、奈良教育ビデオ）
- 「あしたのJ」（2002年、ABC）
- 「にこいち」（2002年、ABC）
- 「2時ドキッ!」（2002年、関西テレビ）
- 「いつでも笑みを!」（2002年、関西テレビ）
- 連続テレビ小説「てるてる家族」（2004年、NHK）
- ベルーナ新春ワイド時代劇「天下騒乱〜徳川三代の陰謀」 - 槍持ち三平 役（2005年、テレビ東京）
- 「CAとお呼びっ!」（2006年、日本テレビ）
- 「名探偵コナン工藤新一への挑戦状」（2006年、読売テレビ）
- 「さんま&マッキーの世界でひとつだけの歌2」（2008年、ABC）
- 「ルビコンの決断」（2009年、テレビ東京）
- 「革命ステーション5＋25」（2008年）
- 「まいど238号」（2009年、NHK）
- 「男脳女脳」（2010年、フジテレビ系）
- 「千葉県教育ビデオ」（2011年） - 車椅子バスケ選手 加藤 役
- 「陽だまりの樹」（2012年、NHK）
- 大河ドラマ「平清盛」（2012年、NHK） - 平正綱 役
- 「爆報!フライデー」（2013年、TBS系）
- 大河ドラマ「八重の桜」（2013年、NHK）
- 「人間観察バラエティ  モニタリング」（2013年、TBS系）
- 「クロコーチ」（2013年、TBS系）
- 「世界一即戦力な男」（2014年、フジテレビプラスwebドラマ）
- 「夜のせんせい」（2014年、TBS）

### 映画
- 「ごめん。」（2002年）
- 「穏やかな生活」（2003年）
- 「発狂」（2007年）
- 「学校の階段」（2007年）
- 「新・スパイガール大作戦」（2008年）
- 「浦島太郎」（2008年）
- 「OGYA」（2008年）
- 「半次郎」（2010年10月公開） - 土橋喜一郎 / 薩摩藩士 / 官軍兵士 役
- 「ピストルの楊」（2013年公開）
- 「Bob and」（2014年公開） - 主演
- 「BANANA」（2014年公開） - 友情出演

### CM
- 朝日新聞 「大学生編」（2001年）
- タマノヰ酢（2002年）
- エースコック 大盛りイカ焼きそば（2003年）
- 姫路セントラルパーク（2003年）
- 天藤製薬・ボラギノール 「サラリーマン編」（2006年）
- J-COM（2003年）
- パチンコのオータ（2006年）
- 内閣府 「未然コール編」（2014年）
- FIFAW杯公式アプリ（2014年）

### イベント系
- 「SMAP LIVE2012」（2012年）
- 「シンガーベラ6周年祭」（2014年） - MC

### ラジオ
- 「ツーカーフォン関西」（2003年）
- 「mandom」（2004年）
- 金鳥ラジオドラマ「夏に来た、春」（2005年） - 大滝秀治の青年 役

### 舞台
- チキン王プロデュース「エスコッチュ」（2003年9月） - 山本山 役
- 劇団往来＆舞夢プロデュース「Moon Child」（2003年9月） - 田代 役
- 劇団往来「安楽兵舎V・S・O・P」（2003年12月） - 幸彦 役
- 菱田信也事務所GOCON「ラストダンスはどなたに」（2004年4月） - カメラマン　ナカ 役
- 劇団往来「バガボンド・ララバイ〜近松半生紀」（2004年6月） - 竹沢権右衛門 役
- 菱田信也事務所GOCON「パパと呼ばないで」 （2004年9月） - 山本山 役
- 法村バレエ団「ロメオとジュリエット」 （2004年11月） - アンサンブル
- 往来本公演「名探偵VS霊媒師 英国少女殺人事件」（2004年12月） - マイケル 役
- 菱田信也事務所GOCON0「死んどる場合か」（2005年4月）- 石田常彦 役
- DANCEBOX特別公演「GUY III」（2005年6月）
- 芝居小屋＆舞夢プロデュース「ゴジラ」（2005年6月） - モスラ 役
- 菱田信也事務所GOCON「グランド・ロマン」（2005年10月、初主演）
- カミナリフラッシュバックス「復刻！GS」（2006年9月） - マチャアキ 役（東京初主演）
- スワンキーライダー[私の彼氏はヒルズ族](2007年1月） - ヤマト 役
- 無頼組合「桜ノ宮ロストパッセンジャー」（2007年3月） - 豹頭 役
- カミナリフラッシュ「下宿屋ロマンポルノ」（2007年6月） - ヒロト 役
- MBS制作「踊るシジフォス1615」（2007年8月） - 豊臣秀頼 役
- TOMOTAKAプロデュース「犬神戦記」（2007年8月） - ドク 役
- 東野圭吾原作『手紙』（2008年4月、シアターアプル他）
- 菱田信也プロデュース「GO&IN」（2008年8月） - キタジマコウスケ 役
- ブラックロックプロデュース旗揚げ公演「日本戦士〜ジャパニーズ★ヒーロー〜」（2009年3月） - 北原 役（初作演出）
- スワンキーライダー[ホーンテッドアパート]（2009年6月）
- 「歸去来」学生/(2009年6月、紀伊国屋ホール)
- アミカ企画「津久井城絵巻　壱巻」]（2009年11月） - 加藤影景 役
- PKB48 居酒屋ベースボール「snowball earth」（2010年3月） - ヤマト 役（主演）
- ブラックロックプロデュース交差点公演「高円寺レスラー〜馬鹿だけど、真っ直ぐだから、神様の目に涙〜」（2010年7月、座・高円寺） - 森田 役
- アミカ企画「津久井城絵巻 第参巻」（2010年11月） - 駒井武将 役
- ブラックロックプロデュース紡公演「オリオン・ガール〜バラ色の日々を〜」（2011年10月、中野ウエストエンドスタジオ） - ヒカル 役
- ブラックロック津久井公演「アラクモノ〜守り続けた友と共に〜」（2011年11月、津久井湖城山公園） - 小山田信茂 役
- 俳優陣o2k「ザ　中学教師2」（2012年4月、アトリエ公演） - 谷先生 役
- 白鳥歌舞喜「侍ギャンブラー銀我」（2012年6月、中目黒キンケローシアター） - 豪海 役
- ZEROのしっぽ「READY,」（2012年10月、高円寺・明石スタジオ） - 加藤元気 応援団役　主演
- ブラックロックやまびこ公演「あっぱれ！篭城大作戦！〜津久井の城いまだ落ず〜」（2012年10月、津久井・中野中学校） - 武田信玄 役
- ブラックロック津久井公演「アラクモノ〜守り続けた友と共に2012〜」（2012年11月、津久井城城山公園）
- 教育ITソリューション「富士ソフトブース　みらいスクールステーション」（2013年5月、東京ビッグサイト）
- 足立公和プロデュース「IT'S UP TO YOU」（2013年3月、新宿21世紀）
- ブラックロックプロデュース虹公演カラフル〜春が待ち続けた鬼〜」（2013年10月、座高円寺）
- ブラックロック津久井公演「津久井衆〜受け継がれし意志〜」（2013年11月、津久井城城山公園）都市公園施設の利活用部門 奨励賞
- team genius bibi「Heal your sheas」（2014年4月、八幡山ワーサルシアター）
- 03ゴールデン劇場「1/24」（2014年9月、中野momo） - 主演
- 「Dream of Butterfly～胡蝶の夢～」（2015年）＠シンガポール

### ネット
- 「できるのスグルさん!?おれほんま売れたいねん」（2013年 - 不定期）
- 「スグルエクストリーム」（2014年 - 不定期）
- 「くろいわR☆R」（2014年 -2015年 ）
- 「さが移住」（2019年ー）

## 作・演出
- 「日本戦士」（2009年）
- 「高円寺レスラー」（2010年）
- 「オリオン・ガール」（2011年）
- 「アラクモノ」（2011年）
- 「あっぱれ！篭城大作戦！」（2012年）
- 「アラクモノ」（2012年）
- 「カラフル」（2013年）
- 「津久井衆」
- 「Dream of Butterfly～胡蝶の夢～」＠シンガポール公演